# 執事 (基督教)

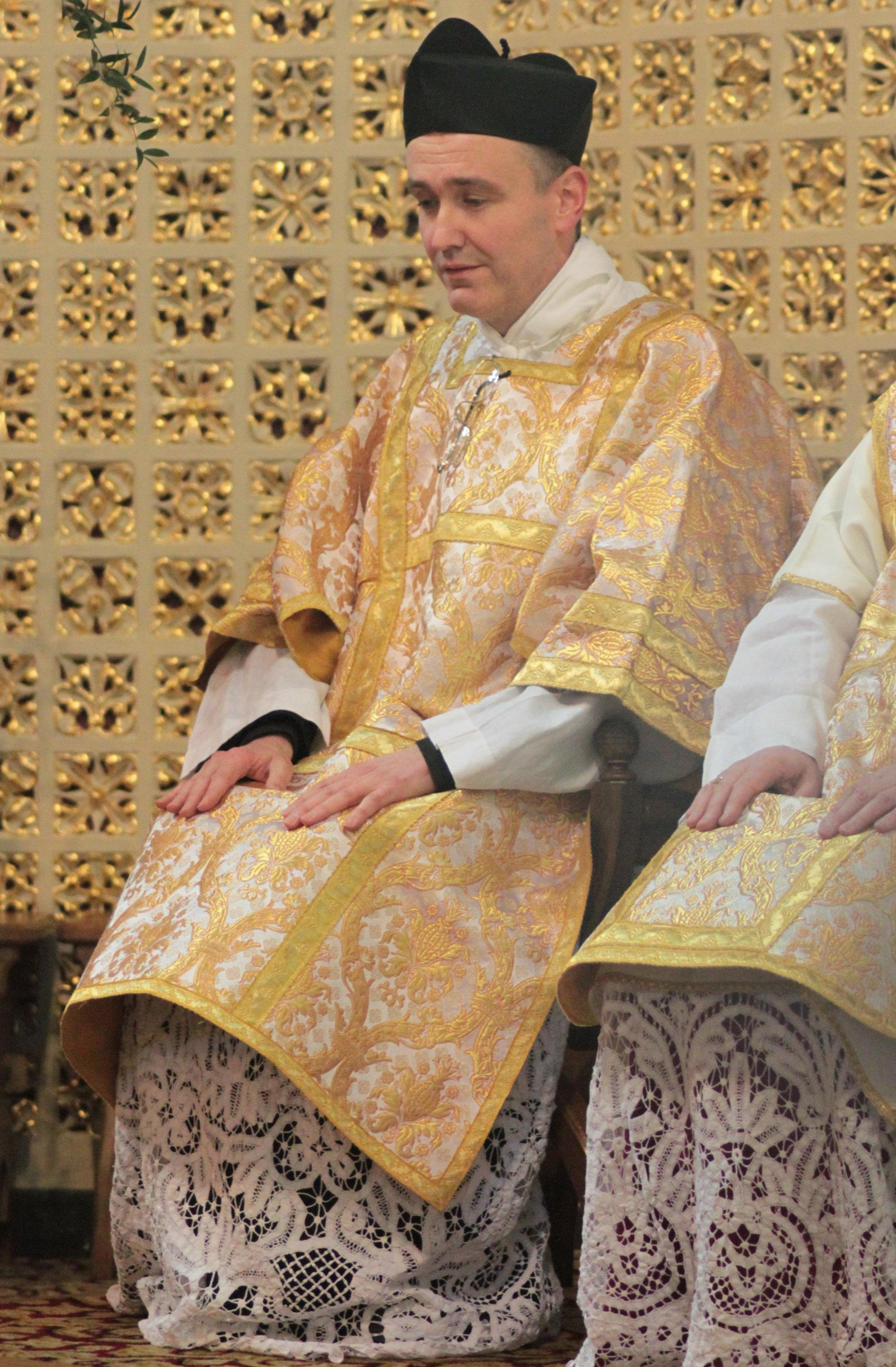
戴著四角帽的天主教會执事

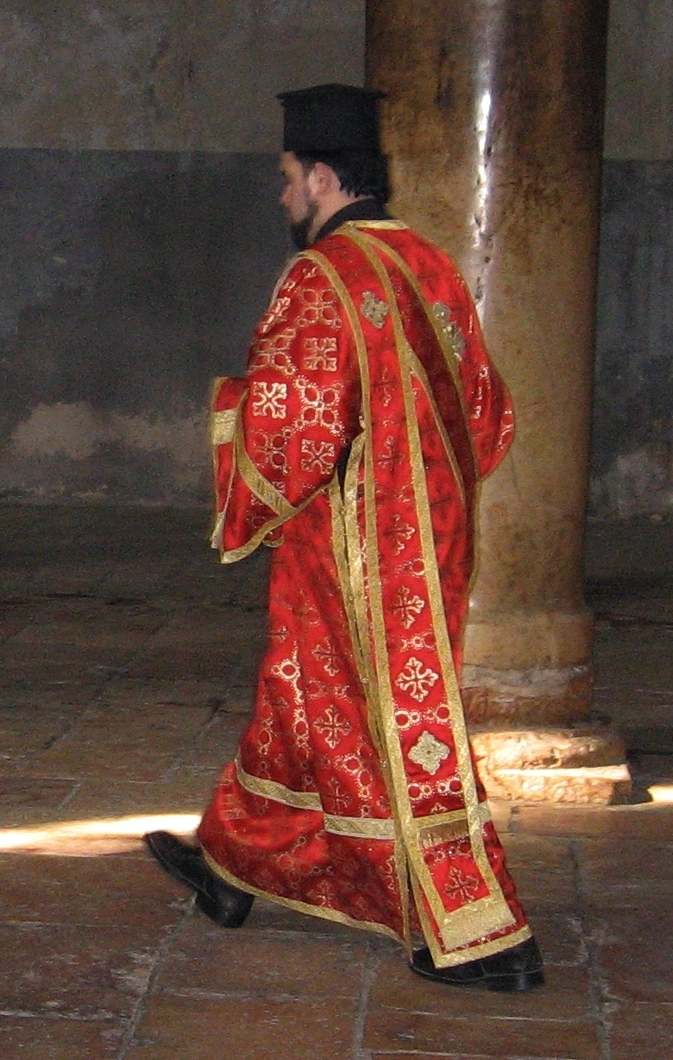
正教會輔祭

執事（英語：deacon），天主教會、東正教會又稱爲助祭，天主教會舊稱六品，新教又稱会吏，是基督教的一個神職，传统的三级聖品制中最低的一級，在主教、司铎之下。

## 詞源
執事本義爲執掌事務或供使喚差遣的人。
基督教的執事源於古希腊语，轉寫：diā́konos，本義爲送信人、信差，僕人、傭人。

## 天主教會
在初期教会时代，执事就是教會固有的聖職，依照上级的指示辅助教会内的工作。基本上来说在梵蒂岡第二屆大公會議（梵二）以前执事并不是固定的神品职，一般看作是进铎前的准备阶段（旧稱助祭，即輔助司祭，在梵二前的居次高地位，但現今已故教會官方文獻一律統稱執事。
1957年教宗庇护十二世曾谈到设置“在俗終身执事”的可能性，但直到梵二决定后便恢复了終身执事一职、重申三級聖品制。恢复的执事一职是经祝圣的圣職人員，已婚或未婚男子都可以担任，能公開地以教會禮儀祝福教友的洗禮、婚禮和喪禮。

## 正教會
正教會的輔祭大致相當於天主教會梵蒂冈第二届大公会议前的旧助祭。

## 新教
新教教會的执事，在傳統新教宗派又称会吏。执事一职在各个派别中出现的形式略不同。

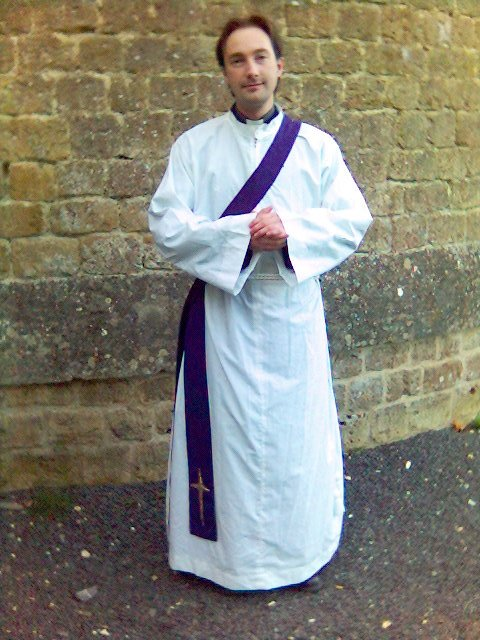
聖公會會吏祭袍。

聖公宗是主教制教會，奉行三品聖職。聖公宗的會吏由主教按立，成為最開始的一級聖品人，一般被派立於牧區中作助理聖品、或於傳道區開展聖工。
公理派的执事在众平信徒中选出，作教会管理、分发圣餐等工作，他们也可以成立专门的执事会。
長老會的執事是牧師、長老的助理，協助牧師及長老辦理教會事工，由平信徒選出。欧洲比较重视执事的培养，1833年第一个创办的执事学院，目的就是培训在堂区的工作以及服务的执事。